# Campionati mondiali juniores di slittino 2025
I Campionati mondiali juniores di slittino 2025 furono la quarantesima edizione della rassegna iridata juniores dello slittino, manifestazione organizzata annualmente dalla Federazione Internazionale Slittino, e si tennero l'1 ed il 2 febbraio 2025 a Sankt Moritz, in Svizzera, sulla Olympia Bobrun St. Moritz–Celerina; furono disputate gare in cinque differenti specialità: nel singolo femminile, nel singolo maschile, nel doppio femminile, nel doppio maschile e nella prova a squadre.
Anche per questa edizione dei mondiali juniores, come già accaduto nelle due precedenti, nessuno slittinista russo poté prendere parte alle gare; il congresso della FIL confermò infatti la decisione presa dal proprio comitato esecutivo, che escluse gli atleti russi da tutte le competizioni disputate sotto la sua egida a causa dell'invasione dell'Ucraina da parte della Russia.
Vincitrice del medagliere fu la nazionale tedesca, che conquistò due titoli dei cinque in palio ed otto medaglie sulle quindici assegnate in totale: quelle d'oro furono ottenute da Elisa-Marie Storch e Pauline Patz nel doppio femminile e da Silas Sartor e Liron Raimer nella prova a coppie uomini; nel singolo maschile trionfò la lettone Margita Sirsniņa, l'austriaco Paul Socher si impose nell'individuale uomini e, insieme ai compagni Annina Grundböck, Johannes Scharnagl e Moritz Schiegl, anche nella prova a squadre.
Gli atleti che riuscirono a salire per due volte sul podio in questa rassegna iridata, oltre all'austriaco Paul Socher, furono i tedeschi Josephine Buse, Marco Leger, Silas Sartor e Liron Raimer ed i lettoni Margita Sirsniņa, Raimonds Baltgalvis e Uldis Jakseboga.

## Risultati

### Singolo femminile
La gara fu disputata il 1° febbraio 2025 nell'arco di due manches e presero parte alla competizione 22 atlete in rappresentanza di 11 differenti nazioni; campionessa uscente era la tedesca Antonia Pietschmann, che concluse la prova al terzo posto, ed il titolo fu conquistato dalla lettone Margita Sirsniņa davanti all'altra teutonica Josephine Buse, queste ultime entrambe alla loro prima medaglia mondiale di categoria nella specialità.
| Pos. | Atlete              | Nazione  | Tempo    | Distacco |
| ---- | ------------------- | -------- | -------- | -------- |
|      | Margita Sirsniņa    | Lettonia | 1'51"159 | –        |
|      | Josephine Buse      | Germania | 1'51"191 | +0"032   |
|      | Antonia Pietschmann | Germania | 1'51"280 | +0"121   |
| 4    | Annina Grundböck    | Austria  | 1'51"665 | +0"506   |
| 5    | Laura Koch          | Germania | 1'51"718 | +0"559   |
| 6    | Alexandra Oberstolz | Italia   | 1'51"753 | +0"594   |
| 7    | Marie Riedl         | Austria  | 1'51"881 | +0"722   |
| 8    | Selīna Zvilna       | Lettonia | 1'52"071 | +0"912   |
| 9    | Viktoria Gasser     | Austria  | 1'52"077 | +0"918   |
| 10   | Helena Trampe       | Germania | 1'52"105 | +0"946   |

### Singolo maschile
La gara fu disputata il 2 febbraio 2025 nell'arco di due manches e presero parte alla competizione 30 atleti in rappresentanza di 13 differenti nazioni; campione uscente era il tedesco Marco Leger, che concluse la prova al secondo posto, ed il titolo fu conquistato dall'austriaco Paul Socher, mentre terzo giunse il suo connazionale Noah Kallan, questi ultimi entrambi alla loro prima medaglia mondiale di categoria nella specialità.
| Pos. | Atleti           | Nazione    | Tempo    | Distacco |
| ---- | ---------------- | ---------- | -------- | -------- |
|      | Paul Socher      | Austria    | 2'20"113 | –        |
|      | Marco Leger      | Germania   | 2'20"236 | +0"123   |
|      | Noah Kallan      | Austria    | 2'20"393 | +0"280   |
| 4    | Lukas Peccei     | Italia     | 2'20"983 | +0"870   |
| 5    | Fabio Zauser     | Austria    | 2'21"072 | +0"959   |
| 6    | Leon Haselrieder | Italia     | 2'21"354 | +1"241   |
| 7    | Hannes Röder     | Germania   | 2'21"422 | +1"309   |
| 8    | Christián Bosman | Slovacchia | 2'21"840 | +1"727   |
| 9    | Niklas Zehner    | Germania   | 2'22"224 | +2"111   |
| 10   | Philipp Brunner  | Italia     | 2'22"470 | +2"357   |

### Doppio femminile
La gara fu disputata il 1º febbraio 2025 nell'arco di due manches e presero parte alla competizione 16 atlete in rappresentanza di 7 differenti nazioni; campionesse uscenti erano le tedesche Elisa-Marie Storch e Pauline Patz, che riuscirono a confermare il titolo davanti alle italiane Alexandra Oberstolz e Katharina Kofler ed alle altre teutoniche Sarah Pflaume e Lina Peterseim, queste ultime due coppie entrambe alla loro prima medaglia mondiale di categoria nella specialità.
| Pos. | Atlete                                | Nazione    | Tempo    | Distacco |
| ---- | ------------------------------------- | ---------- | -------- | -------- |
|      | Elisa-Marie Storch Pauline Patz       | Germania   | 1'52"410 | –        |
|      | Alexandra Oberstolz Katharina Kofler  | Italia     | 1'52"886 | +0"476   |
|      | Sarah Pflaume Lina Peterseim          | Germania   | 1'54"247 | +1"837   |
| 4    | Nataša Chytrenko Viktorija Koval'     | Ucraina    | 1'54"360 | +1"950   |
| 5    | Amanda Ogorodnikova Selīna Zvilna     | Lettonia   | 1'54"588 | +2"178   |
| 6    | Lina Riedl Anna Lerch                 | Austria    | 1'55"032 | +2"622   |
| 7    | Viktoria Praxová Desana Spitzova      | Slovacchia | 1'55"592 | +3"182   |
| 8    | Zuzanna Jedrzejczyk Oliwia Dawidowska | Polonia    | 1'56"124 | +3"714   |

### Doppio maschile
La gara fu disputata il 1º febbraio 2025 nell'arco di due manches e presero parte alla competizione 16 atleti in rappresentanza di 6 differenti nazioni; campioni uscenti erano gli statunitensi Marcus Mueller e Ansel Haugsjaa, non presenti alla prova, ed il titolo fu conquistato dai tedeschi Silas Sartor e Liron Raimer, davanti ai connazionali Louis Grünbeck e Maximilian Kührt ed ai lettoni Raimonds Baltgalvis e Uldis Jakseboga, tutte e tre le coppie alla loro prima medaglia mondiale di categoria nella specialità, anche se Baltgalvis conquistò il bronzo anche nell'edizione del 2024 insieme al precedente compagno Vitālijs Jegorovs.
| Pos. | Atleti                                | Nazione    | Tempo    | Distacco |
| ---- | ------------------------------------- | ---------- | -------- | -------- |
|      | Silas Sartor Liron Raimer             | Germania   | 1'50"278 | –        |
|      | Louis Grünbeck Maximilian Kührt       | Germania   | 1'50"378 | +0"100   |
|      | Raimonds Baltgalvis Uldis Jakseboga   | Lettonia   | 1'50"591 | +0"313   |
| 4    | Johannes Scharnagl Moritz Schiegl     | Austria    | 1'50"915 | +0"637   |
| 5    | Bruno Mick Viktor Varga               | Slovacchia | 1'51"273 | +0"995   |
| 6    | Jānis Gruzdulis-Borovojs Leo Lusts    | Lettonia   | 1'52"287 | +2"009   |
| 7    | Maksym Pančuk Andrij Muc              | Ucraina    | 1'52"826 | +2"548   |
| 8    | Patryk Prechitko Maksymilian Gutowski | Polonia    | 1'58"723 | +8"445   |

### Gara a squadre
La gara fu disputata il 2 febbraio 2025 ed ogni squadra nazionale prese parte alla competizione con una sola formazione; nello specifico la prova vide la partenza di una "staffetta" composta da una singolarista donna e un singolarista uomo, nonché da un doppio per ognuna delle 6 formazioni in gara, che scesero lungo il tracciato consecutivamente senza interruzione dei tempi tra un atleta e l'altro; il tempo totale così ottenuto laureò campione la nazionale austriaca di Annina Grundböck, Paul Socher, Johannes Scharnagl e Moritz Schiegl davanti alla squadra tedesca composta da Josephine Buse, Marco Leger, Silas Sartor e Liron Raimer ed a quella lettone formata da Margita Sirsniņa, Edvards Marts Markitāns, Raimonds Baltgalvis e Uldis Jakseboga.
| Pos. | Nazione    | Atlete/i                                                                       | Tempo    | Distacco |
| ---- | ---------- | ------------------------------------------------------------------------------ | -------- | -------- |
|      | Austria    | Annina Grundböck Paul Socher Johannes Scharnagl / Moritz Schiegl               | 2'45"519 | –        |
|      | Germania   | Josephine Buse Marco Leger Silas Sartor / Liron Raimer                         | 2'46"015 | +0"496   |
|      | Lettonia   | Margita Sirsniņa Edvards Marts Markitāns Raimonds Baltgalvis / Uldis Jakseboga | 2'47"450 | +1"931   |
| 4    | Slovacchia | Viktoria Praxová Christián Bosman Bruno Mick / Viktor Varga                    | 2'48"036 | +2"517   |
| 5    | Ucraina    | Anna Škret Danylo Marcynovs'kyj Maksym Pančuk / Andrij Muc                     | 2'48"461 | +2"942   |
| 6    | Polonia    | Emilia Nosal Arkadiusz Trojga Patryk Prechitko / Maksymilian Gutowski          | 2'49"896 | +4"377   |

## Medagliere
| Pos.   | Nazione  | Oro | Argento | Bronzo | Totale |
| ------ | -------- | --- | ------- | ------ | ------ |
| 1      | Germania | 2   | 4       | 2      | 8      |
| 2      | Austria  | 2   | 0       | 1      | 3      |
| 3      | Lettonia | 1   | 0       | 2      | 3      |
| 4      | Italia   | 0   | 1       | 0      | 1      |
| Totale | Totale   | 5   | 5       | 5      | 15     |